# Бондаренко, Михаил Григорьевич (политик)
Михаил Григорьевич Бондаренко — советский и белорусский государственный деятель, председатель Бобруйского горисполкома (2000—2006).

## Биография
Родился 12 октября 1948 года в Гомеле, там же окончил 8 классов, потом машиностроительный техникум (1967, с «красным» дипломом) и Могилевский машиностроительный институт (1972).
С сентября 1972 по 1978 г. работал в Бобруйске преподавателем специальных дисциплин (технология машиностроения, станки, инструменты, детали машин, сопротивление материалов) механико-технологического техникума.
В 1978—1980 гг. заместитель начальника технического отдела завода «Сельхозагрегат». В 1980—1986 гг. председатель профкома объединения «Бобруйскферммаш». С 1986 по 31 декабря 1988 г. директор завода «Сельхозагрегат».
Со 2 января 1989 по 2000 г. заместитель, первый заместитель председателя, в 2000—2006 гг. председатель Бобруйского горисполкома. В 2006—2007 гг. снова заместитель председателя.
С 10 февраля 2007 года — председатель Бобруйского городского Совета депутатов. Потом работал заместителем директора ОАО «ТАиМ» (бывший завод «Сельхозагрегат»). С 4 марта 2014 года — генеральный директор КУП "Бобруйский футбольный клуб «Белшина». С 16 февраля 2016 года — директор Бобруйского филиала БГЭУ.
Умер 14 сентября 2022 года.